# J. R. Hildebrand
J. R. Hildebrand (Sausalito, 3 de janeiro de 1988) é um automobilista norte-americano.
Como a maioria dos pilotos, iniciou sua carreira no kart, aos 14 anos de idade. Profissionalizou-se como piloto de monopostos em 2004, ao competir na Fórmula Russell. Ainda teve passagens modestas pelas fórmulas Palmer Audi e 2000 antes de chegar à Atlantic, então a divisão de acesso da extinta Champ Car.
Em 2008, Hildebrand ficou sem correr, retornando no ano seguinte, tendo uma curta passagem pela A1 GP. Conquistou seu primeiro título no automobilismo ao se sagrar vencedor da temporada 2009 da Indy Lights.
Mesmo com o título, ele não foi contratado por nenhuma equipe para a temporada 2010 da IndyCar. Só receberia a primeira oportunidade de disputar uma prova da categoria na etapa de Mid-Ohio, pela equipe Dreyer & Reinbold, substituindo o inglês Mike Conway, que se recuperava de um violento acidente na Indy 500 daquele ano. Terminou em décimo-sexto lugar. Correria também a prova de Sonoma, onde terminou em vigésimo-quarto.
Apesar da curta passagem, Hildebrand foi contratado para suceder o inglês Dan Wheldon na equipe Panther. Apoiado pela Guarda Nacional dos EUA, o jovem piloto realizaria sua primeira temporada completa na categoria. Nas três primeiras provas (St. Petersburg, Alabama e Long Beach), ele ficou em posições do bloco intermediário (décimo-primeiuro, décimo-terceiro e décimo-sétimo). Melhorou na etapa de São Paulo, ao conquistar seu primeiro top-10 na Indy.

## Teste na Fórmula 1
No final de 2009, Hildebrand foi chamado para um teste com a equipe Force India, juntamente com o escocês Paul di Resta. O teste aconteceu no circuito de Jerez de la Frontera, no sul da Espanha.

## A "quase vitória" em Indianápolis

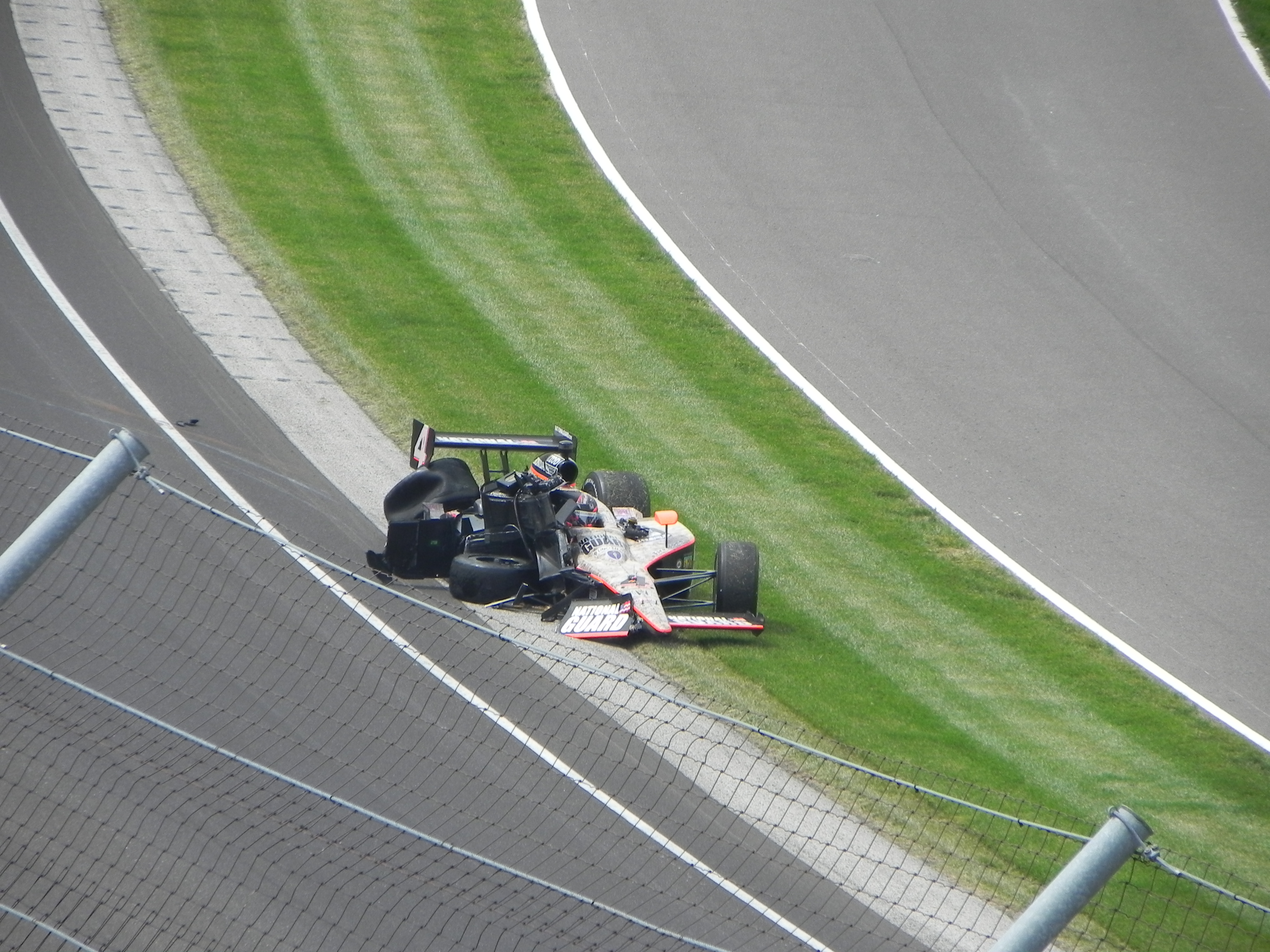
Acidente de Hildebrand na última volta das 500 Milhas de Indianapolis em 2011.

Nos treinos para rookies para as 500 Milhas de Indianápolis de 2011, Hildebrand ficou em primeiro no primeiro treino, e em terceiro no segundo. No pole-day, ficou na quarta fila, ao lado de Takuma Sato e Vitor Meira (largou na décima-segunda posição).
Pouco cotado para obter um bom resultado em Indy, Hildebrand aproveitou as estratégias de combustível adotadas pelos pilotos que ocupavam as primeiras posições para subir na classificação da prova. Nas últimas voltas, ele alcançou a oportunidade de ser líder pela primeira vez em uma prova da IndyCar após a entrada do belga Bertrand Baguette nos boxes para colocar mais combustível, mesmo com o piloto da Rahal-Letterman-Lanigan tendo ainda etanol suficiente para chegar em primeiro.
Mas o azar atingiu Hildebrand na última curva da última volta das 500 Milhas. Já praticamente sem combustível, ele se precipitou ao encontrar o retardatário (e compatriota) Charlie Kimball (piloto do time B da Chip Ganassi) e bateu forte no muro. Mesmo com o carro destruído, Hildebrand se esforçava para cruzar a linha de chegada em primeiro, mas Dan Wheldon - o piloto que o norte-americano substituíra na Panther - , herdou a vitória.
Hildebrand conseguiu chegar em segundo, seu melhor resultado na IndyCar, mas ele não estava feliz com o resultado. Saiu do carro chorando, ciente de que perdera a chance de ser o primeiro piloto norte-americano a vencer as 500 Milhas desde Sam Hornish, Jr., na edição de 2006. Como prêmio de consolação, ele recebeu o prêmio de melhor rookie (estreante) da prova.